# Roger Joe
Roger Joe (21 januari 1986) is een Vanuatuaans voetballer die als verdediger speelt bij het Vanatuaanse Tafea FC en tevens uitkomt voor het Vanuatuaans voetbalelftal. Hij is een verdediger uit Oceanië.
| seizoen     | club             | land    | competitie             | wed. | goals |
| ----------- | ---------------- | ------- | ---------------------- | ---- | ----- |
| 2004/05     | Shepherds United | Vanuatu | Vanuatu Fes Divisen    |      |       |
| 2005/06     | Shepherds United | Vanuatu | Vanuatu Fes Divisen    |      |       |
| 2006/07     | Shepherds United | Vanuatu | Vanuatu Fes Divisen    |      |       |
| 2007/08     | Yatel FC         | Vanuatu | Vanuatu Premia Divisen |      |       |
| 2008/09     | Yatel FC         | Vanuatu | Vanuatu Premia Divisen |      |       |
| 2009/10     | Tafea FC         | Vanuatu | Vanuatu Premia Divisen |      |       |
| 2010/11     | Tafea FC         | Vanuatu | Vanuatu Premia Divisen |      |       |
| 2011/12     | Tafea FC         | Vanuatu | Vanuatu Premia Divisen |      |       |
| Bijgewerkt: | 13-11-2011       |         | Totaal                 |      |       |